# Набережный (Бижбулякский район)
На́бережный (баш. Набережный) — деревня в Бижбулякском районе Башкортостана, относится к Дёмскому сельсовету. Проживают башкиры.
С 1993 года современное название, с 2005 современный статус.

## История
Возник как посёлок фермы № 4 Демского совхоза.
Указом Президиума ВС РБ от 29.03.93 N 6-2/117 «О переименовании некоторых населённых пунктов Южного сельсовета Бижбулякского района» работу по переименованию возложена на местную администрацию:

1. Переименовать посёлок фермы N 4 Демского совхоза в посёлок Набережный, посёлок фермы N 5 Демского совхоза в посёлок Хомутовка Южного сельсовета Бижбулякского района.
Статус деревня, сельского населённого пункта, посёлок получил согласно Закону Республики Башкортостан от 20 июля 2005 года N 211-з «О внесении изменений в административно-территориальное устройство Республики Башкортостан в связи с образованием, объединением, упразднением и изменением статуса населённых пунктов, переносом административных центров», ст.1:

6. Изменить статус следующих населённых пунктов, установив тип поселения — деревня:

5) в Бижбулякском районе:…
 ц) поселка Набережный Южного сельсовета
До 2008 года — административный центр Южного сельсовета. После упразднения сельсовета деревня передана в Демский сельсовет согласно Закону Республики Башкортостан от 19.11.2008 № 49-З «Об изменениях в административно-территориальном устройстве Республики Башкортостан в связи с объединением отдельных сельсоветов и передачей населённых пунктов».

## География
Расстояние до:
- районного центра (Бижбуляк): 34 км,
- ближайшей ж/д станции (Приютово): 77 км.

## Население
| 2002 | 2009 | 2010 |
| ---- | ---- | ---- |
| 375  | ↗420 | ↘334 |

Национальный состав
Согласно переписи 2002 года, преобладающая национальность — башкиры (66 %).